# Simon Gore
Simon Gore (11 de junio de 2002) es un deportista de Francia que compite en atletismo. Ganó una medalla de bronce en el Campeonato Mundial de Atletismo Sub-20 de 2021, en la prueba de triple salto.